# アクティベーション
アクティベーション（英: activation）とは、ある機能をアクティブ（有効）にするという意味である。有効化、活動化、活性化、賦活化などと訳される。
コンピュータの分野では、一部のソフトウェアをインストールした後、正規のライセンスを保持していることを確認するために行われる認証処理の事を指す。プロダクトアクティベーション、ライセンス認証とも呼ばれる。
非合法に入手したソフトウェアやライセンス契約に反する使用（Warezやカジュアルコピー、2台以上のPCにインストールなど）を防止するために導入された。最近はプリペイドカードやクレジットカードなどでも特定のURLにアクセスしアクティベーションしないと、有効とならないものも存在する。また一部のハードウェアでも、ファームウェアの機能による特定の機能（有料オプション）を有効化するために使用される。シェアウェアやフリーウェアや自由ソフトウェアでもインターネットで認証が必要な場合もある。

## 概要
通常のソフトウェアの出荷時には、電子媒体（CD/DVD-ROM、USBメモリなど）1枚（1本）につき、1つのシリアル番号（ライセンスキー)が付与（印刷）される。
アクティベーションの導入前においては、出荷されたソフトウェアのシリアル番号は全てメーカーで把握しているが、「どのシリアル番号」が「どのパソコンにインストールされたか」、または「1ライセンスで2台以上のパソコンにインストールされていないか（1つのシリアル番号が複数台で使い回されていないか）」が監視できない状態にあった。
ユーザー全員を監視するのは到底不可能であることと、使用時にはユーザー登録はほぼ任意とされているため、メーカーから監視されないのを悪用し、電子媒体のコピーや「1ライセンスで2台以上のパソコンにインストール」され、またインストール後に元の電子媒体を中古で転売できる問題もあった。
こうした不正コピーを防ぐため、以下のような方法が導入され、認証する形を取るようになった。
- インストール後は使用できる範囲や期間を制限する
- パッケージに印刷された「シリアル番号」と「パソコンの構成」を組み合わせ、「シリアル番号 : パソコンの構成」を1対1で対応させる
- 「シリアル番号」と「パソコンの構成」を元に、ハッシュ値を生成する
- インターネットの接続を介し、上記のハッシュ値をメーカーに送信および登録させる
- ハッシュ値が登録されれば、メーカーは「出荷されたシリアル番号」と「インストールされたパソコンの構成要素」（RAMやHDD、イーサネットカードのMACアドレスなど）を把握できる
- これにより、初回の認証が完了し、全機能が使用できる

例:ソフトウェアのシリアル番号「1234-5678-9012」、ハッシュ値「1234567890abcdef」のパソコンで先に認証されたと仮定した場合、メーカー側から見ると「シリアル番号「1234-5678-9012」のソフトは、ハッシュ値「1234567890abcdef」のパソコンにインストールされた」ことを確認でき、初回の認証が行われる。これが第三者に渡り、ハッシュ値「567890abcdef1234」のパソコンで認証を試みた場合「シリアル番号「1234-5678-9012」が2台目のパソコンで使い回されている」という情報を取得することになるため、ハッシュ値「567890abcdef1234」のパソコンに対する認証は拒絶される。
インストール後、すぐインターネットへ接続できない場合もあることに配慮し、電話やFAX、メール（PC、携帯電話）による認証も受け付け、またはインストール後短期間だけ通常通り使用できるよう猶予しているところもある（期限を過ぎると認証以外の機能が使用できなくなる）。これにより、初回に導入された環境が正式なライセンス保持者と見なし、この情報と異なる環境下で動作させる、いわゆる正規のユーザーおよび環境下以外の第三者などに不正に渡ってしまったソフトウェアを利用されるのを防ぎ、結果として不正コピーや中古の転売も不可能になる。
デスクトップ・ノートPCなど複数台のパソコンを所有するユーザー（家庭、法人）の利便性を考慮し、メーカーによっては「1ライセンスにつき、2台〜数台までのPCにインストール」を許可しているものもある。その場合はOSやハードウェアの構成が異なっても規定の台数まで認証を受け付けるが、ライセンス契約上、使用可能なユーザーは1名（または1世帯・1法人）に限定されているのもある（たとえば、「AのデスクトップPC」と「BのノートPC」へインストールすることは「A」「B」の2名で使用することになるため、ライセンス契約に違反する）。
パソコン本体の構成に基づく認証のほかに、ドングルと呼ばれるUSBキーを用いたものもあり、これはハードウェア認証とも呼ばれる。
パソコン本体の構成が異なっても認証を受け付ける方法として、「シリアル番号」と「アカウントのID」を1対1で対応させた認証も存在する。この認証は主にSteam、Uplay、Originで販売されるPCゲームで導入されており、このパソコン本体の構成が異なっても、「シリアル番号 : アカウントのID」の組み合わせが一致すればゲームを起動できるようになっている。

## 問題点・課題点
正式にライセンスを受けたユーザや環境下であっても、パソコンに不具合が生じた場合など何らかの事情でソフトウェアを再インストールしなければならなくなった場合、複数台のパソコンにインストールされたとみなされ、認証を拒否されることがある。
また、パソコン本体の性能を向上させるためHDD・CPU・メモリ・光学ドライブ・サウンドカードやグラフィックカードなどのパーツを1種類〜数種類を交換または追加などの改造を加えた場合もパソコンの構成が異なり、ハッシュ値が変わってしまうため「初回インストール時とは別のパソコンである」と認識され、同様にアクティベーションに失敗することがある。
さらに、セキュリティと不正コピー防止の観点からアクティベーション情報の保存箇所（それがローカルに保存される場合に限る）については公表されていないため、それ自体がトラブルの要因になると判明することがある。多くのソフトウェアはHDDに隠蔽して保存している関係上、RAIDやSSDなど規格の新しい記憶媒体、EFIやBIOSの仕様に適応できない場合があり、この場合は何度アクティベーションを試みても失敗したり、二度目の起動に失敗し再アクティベーションを求められることが繰り返され、しまいには多重認証とみなされアクティベーションを拒絶される（この多重認証の拒絶自体はアクティベーションシステムが正常に機能していることを示し、不良品ということにはならない）。
USBキーを用いたハードウェア認証の場合でも、キーが常にUSBポートを占有してしまうことや、紛失・故障などでキー自体が失われてしまう危険性がある、その他のUSB機器との競合の可能性など問題がある。ID入力方式の場合、初回起動時に複雑なID入力をユーザに強制することになり、ソフトウェアの利用に余計な手間をかけさせられる形となる。
このような状況を回避するには、ソフトウェアメーカーのサポート窓口へ（カジュアルコピーと疑われることを覚悟で）事情を説明するなどの手間がかかる（メーカーの側からすると、この手間が不正コピーの抑止力となっていることは否定できない）。また、ユーザにとってある種の個人情報を送信するようなシステムであること（いわゆる「ユーザ登録」と引替えにアクティベーションが行われるケースもある）から、現行のアクティベーションシステムに批判的な立場の者も多い。
そもそも、アクティベーションはインターネットの接続を必要としており、何らかの理由で接続できない環境では認証できずに製品が使用できなくなるおそれもある。一部の製品（TMPGEncなど）では定期的なインターネット接続を求めるものもある。インターネットの利用者数が増加し、常時接続の普及した現在でもなお、セキュリティ上または経済的な理由で接続できない利用者からの批判も少なくない。その一方、インターネット接続環境があってもオンライン認証が受けられず、電話など他の手段で認証する必要があるケースも生じている。
電話の窓口で認証する場合、マイクロソフトのように24時間体制で、購入者の通話料は無料（フリーダイヤル等）、そして利用者の利用する言語と同じ言語で受け付けてくれることが最も理想的であるが、企業によっては通話が有料となる場合や、年中無休でない場合（特に土・日・祝日が休業となる場合）もある。これは地方の在住者にとって通話料の負担が大きいばかりでなく、休業日で毎日受け付けられない不便などの問題がある。
また、電話やメールでの認証を受け付けず、「ソフトの元となるディスク（CD-ROM、DVD-ROM）が「物理的に存在すること」を確認しなければ発行しない」例も存在し（RPGツクールシリーズなど）、その場合、手数料や輸送費などをあわせると商品代金の半分ほどになってしまうこともある。
メーカー側の事情により、サポートの打ち切りを余儀なくされたり、メーカーの倒産・経営危機などで窓口そのものが消失した場合に、認証を受けられず製品が利用できなくなる可能性もあるが、当該の製品の発売から一定期間の経過後、認証を行わないよう修正するファイルをウェブサイトで配信し、ユーザーにインストールさせることで対応する場合がある（一部のアダルトゲームで導入されているが十分な説明が為されない例も多く、未対応のケースも増えている。事実Studio e.go!のゲームは数年間認証不可になった時期があり、メーカー再編のいざこざにユーザが巻き込まれて不利益を被った実例となっている）。
例えばアドビではアクティベーション機構の停止を余儀なくされた場合、製品をアクティベーションを不要とする修正ファイルを配布することを約束しているが、必ずしも全メーカーの製品でそういったサポートを受けられるとは限らない。
さらに、（疑義は生じるものの）ソフトウェア利用許諾契約によっては、「メーカー側が一方的に使用者の権利を消尽できる」旨の条項が組み込まれていることもあり、これを適用すればアクティベーションを終了することも厳密には可能となる。
一例としてアダルトゲームのアクティベーションシステムだった「Play-Gate」では管理会社の運営終了後、別のダウンロードソフト販売サイトでダウンロードソフトに変更するために再度プロダクトIDをメールでの登録を行わなければならず、二度手間となっている。
総じてアクティベーションによって守られるのはメーカー側の権利のみであり、不正ユーザを駆逐するために正規のユーザが一方的な手間や機能制限、トラブル発生時のリスクを背負わされる形となっており、また初期時点で全ユーザを一律不正利用者と仮定する性悪説前提のスタンスにも批判があるなど、決してユーザフレンドリーなシステムではない点を導入側も肝に銘じる必要がある。

## 主な製品
- マイクロソフト
  - Microsoft Windows（XP以降、ボリュームライセンス版ではWindows Vista以降）
    - Windows 10のAnniversary Update（RS1・バージョン1607）以降の各種バージョン、およびWindows 11ではMicrosoftアカウントによるサインインを使用すれば、マザーボードの交換など、ハードウェアを後で大幅に変更した場合でもライセンス認証のトラブルシューティング ツールを使用して、Windows のライセンス認証をもう一度行えるようになった。ただし、プリインストール版のプロダクトキーは他デバイスに認証権限を渡すことができない。
    - Windows 10 22H2、およびWindows 11の本体初期設定はHome Editionに限り、ネットワーク接続でMicrosoftアカウントを製作することが必須となる。これを回避する場合はコマンドプロンプトの起動などが必要である。

  - Microsoft Flight Simulator X
  - Microsoft Office（Office 2000 SR-1の一部で初めて採用され、Office XP以降は全製品に実装、ボリュームライセンス版ではOffice 2010で実装）
  - Microsoft Visual Studio .NET（アカデミックパッケージのみ採用）
- レッドハット
  - Red Hat Enterprise Linux（すべてのバージョン）
- アドビ
  - Adobe Acrobat（7.0から)
  - Adobe Photoshop（CSから)
  - Adobe Illustrator（CS2から)
  - Adobe InDesign（CS2から)
  - Adobe Dreamweaver（MX 2004から)
  - Adobe Fireworks（MX 2004から)
  - Adobe Flash
- ほとんどの有料ライセンス式のインターネットセキュリティスイート
  - Symantec Nortonシリーズ（英語版は2004から、日本語版は2005から）
- アクロニス
  - 2009年以降の主要製品 (Acronis Backupなど）
- アラジンナレッジシステムズ HASP SRM（ドングルと併用できる方式）
- サイバーフロント
  - CITIES in MOTION
- サーカス
  - D.C.III 〜ダ・カーポIII〜（ディスクレス起動機能を有効化したい場合に必要となる）
- システムソフト
  - スーパーエアーコンバット4
- Steamで販売のゲームソフト
- セルシス
  - IllustStudio
  - ComicStudio
  - CLIP STUDIO
  - POSE STUDIO
- ソースネクスト
  - いきなりPDF EDIT2
- TMPGEnc（ペガシス）
- ツクールシリーズ（エンターブレイン(現・角川ゲームス)）
  - RPGツクールXP
  - RPGツクールVX
  - RPGツクールVX Ace
  - アクションゲームツクール（体験版の時点でもアクティベーションが必要）
- Diskeeper (2007から)
- PlayStation,PlayStation 2の一部作品、PlayStation 4の一部作品（THE LAST OF US 2,レッド・デッド・リデンプション2など)、Xbox 360,Xbox One,Xbox Series Xの一部作品
  - ゲームデータが二枚以上のディスクに分割されている。PS,PS2作品のほとんどはインストール機能を搭載しないため、ゲームの続きをプレイするために物理的にディスクをプレイ中に交換する必要がある。PS4,Xbox 360,Xbox One,Xbox Series X版では二枚目のディスクのインストールが必須かどうかが作品によって異なり、Xbox 360版のゲームは二枚目のディスクがゲーム本編とは関係ないボーナス特典のデータのみが入った作品である場合もある。
- 家庭用beatmania（YebisuMIX,2ndMIX,3rdMIX mini,3rdMIX,4thMIX,5thMIX,GOTTA MIX,GOTTA MIX 2,Club MIX),Pop'n Music(3,4)、Dance Dance Revolution(Dance Dance Revolution 2ndReMIX APPEND CLUB VERSION vol.1,vol.2)
  - 「キーディスク」と「アペンドディスク」に分かれており、アペンドディスク単体では物理的に起動できない仕様となっている。また、beatmaniaシリーズはセーブデータファイルが一つしか存在せず、アペンドディスクの起動時にデータを上書きしてしまうことがある。
  - コナミ（現・コナミデジタルエンタテインメント）
- PlayStation Portable（Flash Player、Windows Media Audio（WMA）の機能を使用する際、アクティベーションで有効にする必要がある）
- Monte Cristo
  - CITIES XLシリーズ
- VOCALOID（ヤマハ）
- Xbox One,Xbox Series X/S（ハード）
  - 2013年の当初のDRM構想が原因となり、2022年9月の本体更新前までは、全アプリケーション・ゲームの起動にオンライン認証が必要である。それ以降の本体フォームウェアでも下位互換作品、ダウンロード版の起動は引き続きオンライン認証が必須。
- ほとんどのスマートフォン上のソーシャルゲーム
  - オンラインサーバーへ接続してプレイする作品の場合、オンラインサーバーへの接続ができない場合、プレイできない作品がほとんどであるが、Candy Crush Saga、チャリ走 3rdのように、まれにプレイ中常時、またはプレイ中に回線を切断した場合でも動作するゲームがあり、オンラインとオフラインの両者を想定して作られた作品もある。
- 他にも、コンピュータソフトウェア倫理機構（ソフ倫）に加盟するブランドのアダルトゲームでも、パッケージにアクティベーションを必須とする旨が記載されているのがある（ソフ倫またはSETTECなどの第三者機関が認証を代行していることもある）。